# Gornji Zemon
Gornji Zemon – wieś w Słowenii, w gminie Ilirska Bistrica. W 2018 roku liczyła 116 mieszkańców.